# Pametna omarica
Pametna omarica ali omarica s pametno ključavnico je omarica, ki ima vgrajeno pametno ključavnico, ki jo uporabnik odpira na brezkontakten način. Pametne ključavnice so del sistema elektronskega zaklepanja za omarice, ki omogoča, da način uporabe pametne omarice prilagodimo oz. uskladimo s trenutnimi potrebami, navadami in načinu dela uporabnika, konfiguraciji prostora in tudi filozofiji oz. načinu dela (ko gre za uporabo omaric s strani zaposlenih).
Poznamo več vrst pametnih elektronskih ključavnic (z vidika interakcije z vratci omarice po samem odklepu):
- Ob odklepu omarice ključavnice tudi odprejo vratca omarice (t.i. spring-open ključavnice oz. omarice). Ta tip ključavnice se uporablja v večini primerov, saj omogoča bolj brez kontaktno, higienično uporabo, saj zahteva manj dotikov uporabnika z omarico oz. vratci omarice ob njeni uporabi.
- Ob odklepu omarice se vratca omarice ne odprejo, potreben je rahel pritisk na vratca, da se vratca odprejo (t.i. push-open ključavnice oz. omarice).
- Ob odklepu omarice se vratca omarice ne odprejo, potrebno je odpreti/potegni vratca s pomočjo ročaja (t.i. pull-open ključavnice oz. omarice).

Pametne omarice, ki uporabljajo spring-open ključavnice ali push-open ključavnice, omogočajo sodoben izgled omaric čistih linij (angl. clean-line lockers) saj ne potrebujejo ročajev. Same pametne elektronske ključavnice pa so nameščene znotraj omaric oz, na notranjih straneh vratc omaric in tako niso vidne, ko so vratca omaric zaprta, kar omogoča večjo varnost pred vandalizmom (ni direktnega dostopa do ključavnice, ko je omarica zaklenjena).
Pametne omarice so običajno integrirane s sistemom kontrole pristopa ter drugimi sistemi, da omogočajo enostavnejšo uporabo (obstoječa avtentikacija oz. ključ za vstop se uporabi tudi kot kluč za omarico) ter centralni nadzor vseh dostopov v "pametnih" zgradbah in objektih (poslovnih stavbah, bolnicah, fakultetah, kopališčih ipd.).
Pametne omarice, oz. njihov sistem pametnih ključavnic, je povezan v LAN omrežje, kar upravljalcu omogoča centralno in oddaljeno upravljanje s pametnimi ključavnicami, pametnimi omaricami, pametnimi ključi ter posledično uporabniki pametnih omaric.
Omogoča prihranke časa in stroškov, predvsem pri večjem številku pametnih omaric.
Pametne omarice se, znotraj sistema elektronskega zaklepanja za omarice, centralno nadzirajo in upravljajo s pomočjo programske opreme (angl. locker management software) ali, v primeru pametnih zgradb, s pomočjo druge programske opreme, preko katere se upravlja sistem pristopne kontrole, varnostni sistem ter drugi sistemi v pametni zgradbi (angl. facility management software).
Obstajajo tudi pametni sistemi za omarice, ki ne potrebujejo (več) omrežne povezave (Network-free smart locker system). Takšne rešitve so predvsem primerne za manjše pisarne ali okolja, kjer centralno upravljanje omaric ni (še) potrebno. Pri takšnih sistemih se nastavitve uporabe omaric opravijo na zaslonu na dotik na vsakem bloku pametnih omaric.

## Vrste pametnih omaric
Glede na namen uporabe pametnih omaric poznamo:

### Pametne omarice za shranjevanje
(Angl. smart lockers, smart personal lockers) - Pametni sistem zaklepanja omogoča uporabniku brez kontaktno odklepanje/zaklepanje omarice za shranjevanje osebnih ali drugih stvari npr. v pisarni, tovarni, bolnici, v šoli ali na fakulteti. 
V primeru projektne omarice v pisarni ali družinske omarice na kopališču lahko posamezno omarico odklepa/zaklepa več oseb. Vsak oseba odklepa/zaklepa pametno omarico s svojim RFID medijem (zapestnico ali kartico), PIN kodo ali mobilnim telefonom / pametno uro z digitalno poverilnico v Google, Samsung ali Apple wallet-u.

### Pametne omarice za zunanjo dostavo in prevzem (Paketomati)
(Angl.. parcel lockers, delivery lockers, pickup lockers, click & collect lockers) - Omogočajo uporabniku, običajno kupcu, da prevzame izdelke ali paket iz paketne omarice. Dostavljavec pa je uporabnik, ki stvar dostavi/odloži v pametno omarico. Prevzemnik omarico običajno odklene z vnosom enkratne PIN kode ali s skeniranjem prevzemne QR kode.
Obstajajo različni tipi t.i. paketomatov, npr. za prevzem pošte, paketov, kupljenih izdelkov, zamrznjene hrane in drugega, ki jih najdemo na bencinskih servisih, v nakupovalnih središčih, pred večjimi trgovinami in parkirišči ter drugje.
Vse več podjetij se odloča tudi za lastne prevzemne omarice oz. prevzemne paketomate, da svojim strankam omogočijo 24/7 prevzem izdelkov pred njihovo trgovino oz. poslovnim prostorom.

### Pametne omarice za interne oddaje, prevzeme in izmenjave
Zaradi preteklih dogodkov, ki so vzpodbudila hibriden način dela, se podjetja in organizacije vse pogosteje odločajo za najrazličnejše rešitve pametnih prevzemnih in oddajnih omaric oz. omaric za izmenjavo, ki omogočajo varno in uporabniku prijazno oddajo, prevzem ali izmenjavo najrazličnejših predmetov (kupljeni izdelki, poslovna dokumentacija, IT oprema). Te omarice so postavljene znotraj pisarn, poslovnih zgradb, fakultet ipd. oz. neposredno pred njihovimi vhodi. Angleški nazivi za takšne pametne omarice so workplace delivery lockers, workplace parcel lockers, office exchange lockers, IT asset lockers in podobno. Te rešitve omogočajo interno ali eksterno dostavo, prevzem ali izmenjavo znotraj znane skupine ljudi (bodisi so to zaposleni v podjetju ali zaposleni/študenti na fakulteti). 
Glavna razlika sistema pametnih omaric za notranjo dostavo, prevzem oz. izmenjavo v primerjavi z običajnimi paketomati je, da je lahko zaposlen ali študent nastopa tako v vlogi dostavljavca kot prevzemnika. Dostavljavec pametno omarico odklene z enkratno oddajno PIN kodo, QR kodo ali personaliziranim RFID medijem (pristopno kartico zaposlenega ali študenta). Prevzemnik omarico odklene z enkratno prevzemno PIN kodo, QR kodo, personaliziranim RFID medijem (pristopno kartico) ali mobilnim telefonom z digitalno poverilnico.

Glede na vrsto uporabe oz. tip uporabnika pametnih omaric poznamo:

### Pametne omarice za naključne (dnevne) uporabnike – omarice za goste
(angl. daily lockers, visitor lockers) - Sisteme pametnih omaric za naključne uporabnike srečamo v kopališčih, na smučiščih, knjižnicah, tudi na delovnih mestih ipd. Uporabnik uporablja medij (npr RFID kartico ali zapestnico, natisnjeno vstopnico/karto z natisnjeno črtno kodo) za prehode in kot "ključ" za odklepanje omare, ki si jo izbere oz. jo zasede.
Proste pametne omarice odklenjene oz odprte, uporabnik pa jo s svojih "ključem" zaklene in tako zasede oz dodeli sebi. V primeru, da ne uporabi ključa, ko zapre omarico, pametna ključavnica ostane odklenjena oz. odpre vratca omarice. S svojim medijem lahko tudi zaklene samo eno omarico po izbiri. Tako preprečuje "ugrabljanje" omaric, kjer lahko z enim ključem ali isto PIN kodo uporabnik zaklene več omaric (kot v primeru samostojnih mehanskih ali baterijskih ključavnic, ki niso povezane v sistem pametnega elektronskega zaklepanja).
T.i. Kratkoročne pametne omarice običajno uporabnik uporablja za nekaj ur ali en dan (npr. v pisarnah in kopališčih).
Nekatera sistemi elektronskega zaklepanja omaric so integrirani s sistemom plačevanja v objektu ali zgradbi kar omogoča, da se RFID medij, kartica, obesek ali zapestnica, uporablja kot brezkontaktno plačilno sredstvo za storitve in izdelke znotraj zgradbe ali letovišča.

### Pametne omarice za znane uporabnike - omarice za zaposlene, študente in druge
(angl. workplace lockers, office lockers, building lockers) - Sisteme pametnih omaric za znane uporabnike, npr. zaposlene ali študente, uporabljajo v sodobnih pisarnah, tovarnah, fakultetah in drugje. 
(angl. hybrid lockers, hybrid office lockers, hybrid workplace lockers) - Pametne omarice, ki omgogočaja uporabniku popolno fleksibilnost uporabe (izbira omare ter tudi sprostitev omarice po zaključku uporabe).
(angl. permanent lockers, long-term lockers) - Dolgoročna oz. permanentna uporaba omarice npr. za cel semester (pri omaricah za študente) ali ves čas zaposlitve (omarice za zaposlene). Takšen tip omaric dodeljuje uporabnikom administrator preko programske opreme za upravljanje omaric (locker management software).
Običajno znani uporabniki že uporabljajo personalizirane RFID medije ali digitalne poverilnice na mobilnem telefonu za kontrolo pristopa v pisarno ali stavbo, ki se nato v sistemu elektronskega oz. pametnega zaklepanja omaric nastavijo tudi kot personalizirani "ključi" za pametne omarice. Uporabniki tako uporabljajo enak medij za dostop v zgradbo in uporabo pametnih omaric.
Uporaba pametne omarice za shranjevanje je lahko brezplačna (v podjetjih, na fakultetah) ali plačljiva (na kopališčih, plažah, smučiščih, fakultetah, ipd.).

### Pametne oddajne omarice, omarice za oddajo
(angl. rental lockers) - Sistem pametnih omaric, ki omogoča brezkontaktno plačljivo uporabo oz. najem omaric za shranjevanje. Najdemo jih v zabaviščnih parkih, bazenskih kompleksih, smučarskih središčih (za shranjevanje smuči in smučarske opreme). Običajno je plačilo možno s kreditno kartico oz. mobilo denarnico, ki je istočasno tudi "ključ" za omarico.